# Monetine
Monetine è il secondo album greatest hits di Daniele Silvestri, pubblicato nel 2008 ed anticipato dal singolo omonimo.

## Il disco
L'album viene pubblicato in 2 CD, in cui sono raccolti i brani noti del cantautore romano, con l'aggiunta di tre inediti ed il riarrangiamento di alcuni pezzi. La raccolta è uscita anche in versione doppio CD+DVD, in cui sono raccolti i videoclip e alcuni live.

## Tracce

### Testa
1. Monetine - 4:32 (rifacimento di "Pozzo dei desideri" dall'album Sig. Dapatas (1999))
2. Dove sei - 2:51 (versione 2008)
3. Idiota - 5:01 (versione 2008)
4. L'uomo intero - 3:29 (versione 2008)
5. Il flamenco della doccia - 4:19
6. Le cose in comune - 4:21
7. Frasi da dimenticare - 4:48
8. L'Y-10 bordeaux - 4:37
9. L'uomo col megafono - 4:44
10. Cohiba - 5:15
11. Strade di Francia - 5:03
12. Hold me - 3:58
13. Me Fece Mele A Chepa - 4:31
14. Sogno-B - 4:04
15. Amore mio - 3:25
16. Giro in si - 4:29
17. Desaparecido - 3:48
18. Aria - 4:13

### Croce
1. Testardo - 4:00
2. Una giornata al mare- 3:51 (cover del brano di Vito Pallavicini, Giorgio e Paolo Conte)
3. Occhi da orientale - 3:55
4. Sempre di domenica - 3:59
5. La classifica - 4:23 (versione 2008)
6. 1000 euro al mese - 4:24
7. Il colore del mondo - 4:12
8. Il mio nemico - 4:08
9. Salirò - 3:59
10. L'autostrada - 4:35
11. Kunta Kinte - 5:13
12. La Paranza - 4:05
13. Gino e l'Alfetta - 4:12
14. A me ricordi il mare - 4:09
15. Mi persi - 3:42
16. Il mondo stretto in una mano - 3:37 (inedito, dalla colonna sonora di Questa notte è ancora nostra)
17. Senza far rumore - 4:21 (inedito)

## Formazione
- Daniele Silvestri – voce, chitarra, tastiera, pianoforte
- Mauro Menegazzi – fisarmonica
- Gabriele Lazzarotti – basso
- Maurizio Filardo – chitarra, ukulele
- Piero Monterisi – batteria
- Davide Pecetto – fisarmonica
- Gianluca Misiti – pianoforte, tastiera, organo Hammond, Fender Rhodes
- Walter Rebatta – percussioni
- Stefano Galvani – tromba
- Leonardo Govin – trombone
- Silvia Catasta – flauto traverso
- Ian Cooper – cori
- Giorgio Palombino - percussioni

## Classifiche
| Classifica (2008) | Posizione |
| ----------------- | --------- |
| Italia            | 6         |